# Górzyca
Górzyca (in tedesco Göritz (Oder)) è un comune rurale polacco del distretto di Słubice, nel voivodato di Lubusz.La sua sede è a Górzyca
Ricopre una superficie di 145,55 km² e nel 2009 contava 4 186 abitanti.
Fu sede della diocesi di Lebus dal 1276 al 1373.